# Bedřich Hrozný
Bedřich (Friedrich) Hrozný (Lysá nad Labem, 6 de mayo de 1879 - Praga, 12 de diciembre de 1952) fue un orientalista y lingüista checo. Descifró el antiguo idioma hitita, lo identificó como una lengua indoeuropea y sentó las bases para el desarrollo de la hititología. Si bien era de origen checo, publicó su obra en alemán y francés.
Hrozný nació en Lysá nad Labem, Bohemia, Imperio austrohúngaro. En la localidad de Kolín, aprendió hebreo y árabe. En la Universidad de Viena, estudió acadio, arameo, etíope, sumerio y sánscrito, así como la escritura cuneiforme empleada en Asia Menor, Mesopotamia y Persia. También estudió orientalismo en la Universidad Humboldt de Berlín.

## Carrera
En 1905, después de realizar excavaciones en Palestina, se convirtió en profesor de la Universidad de Viena.
En 1906, en Hattusa (actual Boğazkale, a unos 200 km al este de Ankara), una expedición alemana encontró los archivos de los monarcas hititas en escritura cuneiforme, aunque en un idioma desconocido. Mientras estuvo sirviendo en el Ejército austrohúngaro durante la Primera Guerra Mundial, Hrozný publicó en 1917 una descripción del idioma donde mostraba que pertenecía a la familia indoeuropea.
En 1925, Hrozný encabezó al equipo arqueológico checo que descubrió mil tabletas cuneiformes que contenían contratos y cartas de mercaderes asirios en la localidad turca de Kültepe. Asimismo, excavó la antigua ciudad hitita de Kanesh.
Posteriormente, Hrozný intentó descifrar la escritura jeroglífica usada por los hititas y las escrituras empleadas en la Antigua India y Creta, pero fracasó en estos esfuerzos. De 1919 a 1952, fue profesor de investigación cuneiforme e historia oriental antigua en la Universidad Carolina en Praga. Un ictus en 1944 puso fin a su trabajo científico.

## Desciframiento del hitita

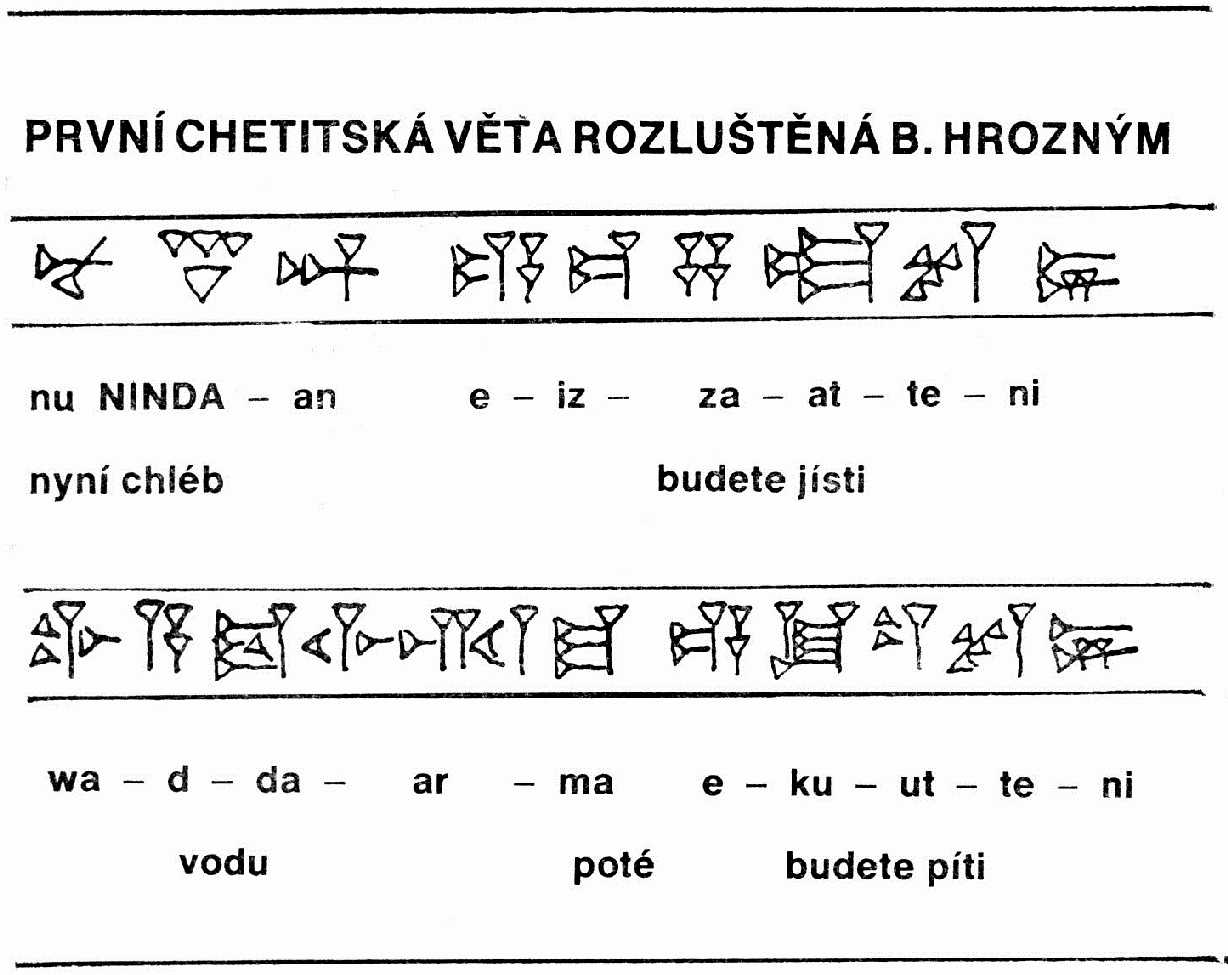
nu NINDA-an ēzzateni, wādar-ma ekuteni

Para resolver el misterio sobre la lengua hitita, Hrozny usó dos frases que aparecían en un texto y decían: nu NINDA-an ezzatteni, watar-ma ekutteni. En esa época se sabía que el ideograma para NINDA significaba ‘pan’ en sumerio. Hrozny supuso que el sufijo -an podían ser el morfema de acusativo hitita, similar al -m del latín y el -n del griego. Luego dedujo que la segunda palabra, ezza-, tendría algo que ver con el pan, y supuso que podía ser el verbo ‘comer’. La comparación con el latín  edo, el inglés eat y el alemán essen le llevó a concluir que NINDA-an ezzatteni significaba «comerás pan». De la segunda frase le llamó la atención la palabra watar que se parece al inglés water y al alemán Wasser. La última palabra de la segunda frase, ekutteni, tenía la raíz eku-, que se parecía al latín aqua ‘agua’. Así que tradujo la segunda frase como «beberás agua». A partir de este resultado, Hrozny continuó su trabajo y fue capaz de publicar la gramática del hitita en 1917.